# Vasas SC (kézilabda)
A Vasas SC a magyar kézilabdasport egyik legsikeresebb egyesülete. Székhelye Budapesten található. A női kézilabdacsapat egyszeres EHF-bajnokok ligája-győztes, tizenötszörös magyar bajnok, tizenkétszeres magyar kupagyőztes.

## Sikerei
- Nemzeti Bajnokság I:
  - Bajnok: 1972, 1973, 1974, 1975, 1976, 1977, 1978, 1979, 1980, 1981, 1982, 1984, 1985, 1992, 1993
  - Második: 1986
  - Harmadik: 1953, 1967, 1969, 1971, 1994, 1995, 1997
- Magyar Kupa:
  - Győztes: 1969, 1971, 1974, 1976, 1978, 1979, 1980, 1981, 1982, 1983, 1984, 1986[2]
- EHF-bajnokok ligája:
  - Győztes: 1982
  - Döntős: 1978, 1979, 1993, 1994
- KEK:
  - Döntős: 1988
  - Elődöntős: 1996
- EHF-kupa:
  - Elődöntős: 1997